# Sydlig filtlav
Sydlig filtlav (Peltigera hymenina) är en lavart som först beskrevs av Erik Acharius och fick sitt nu gällande namn av Dominique François Delise. 
Sydlig filtlav ingår i släktet Peltigera och familjen Peltigeraceae. Arten är reproducerande i Sverige.

## Bildgalleri

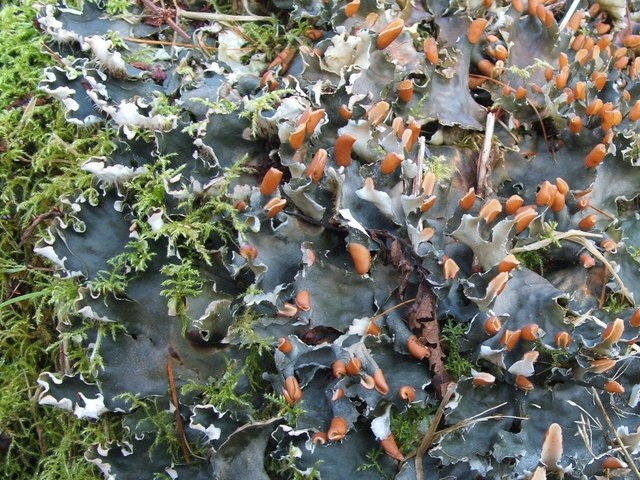
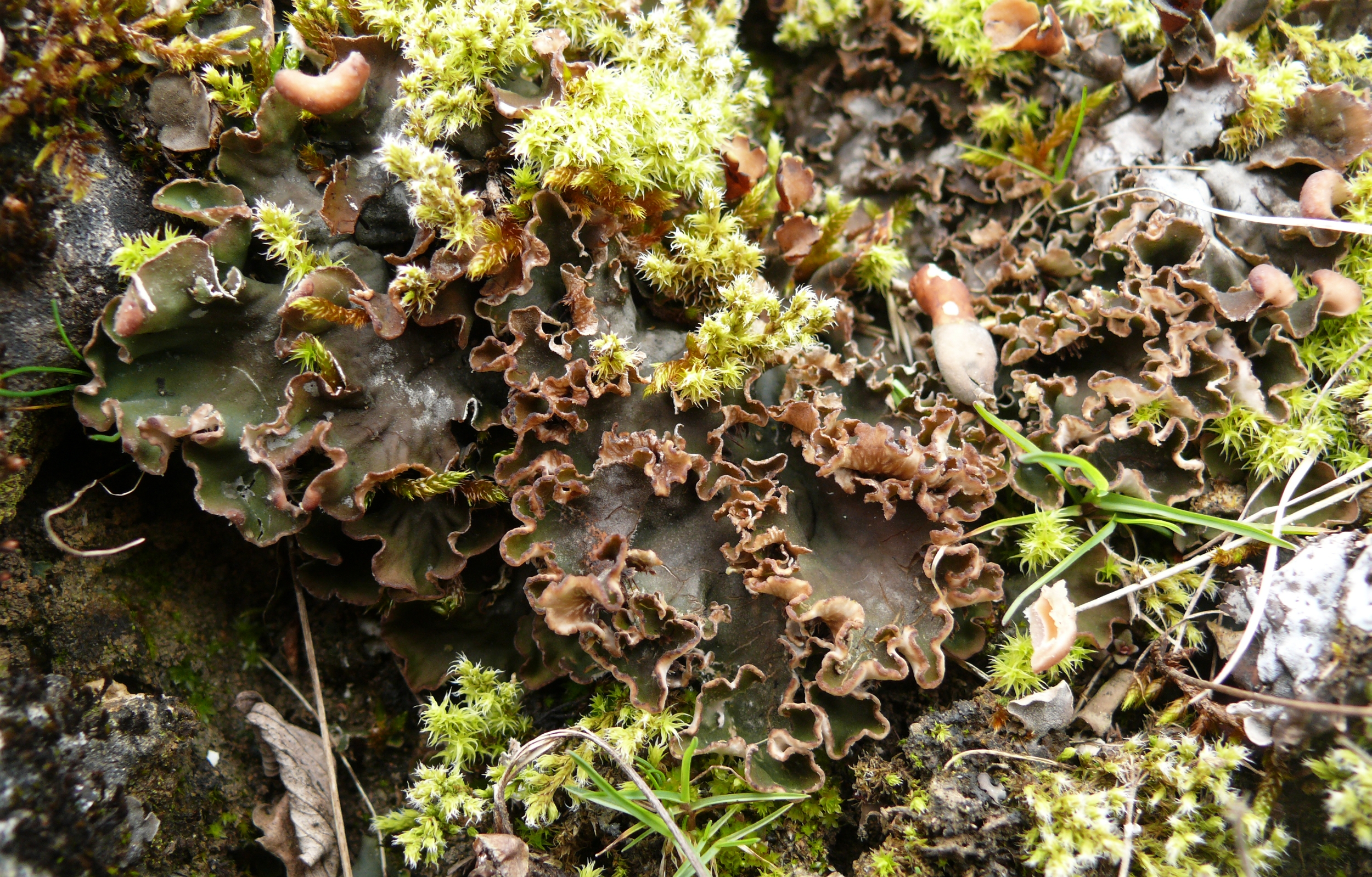
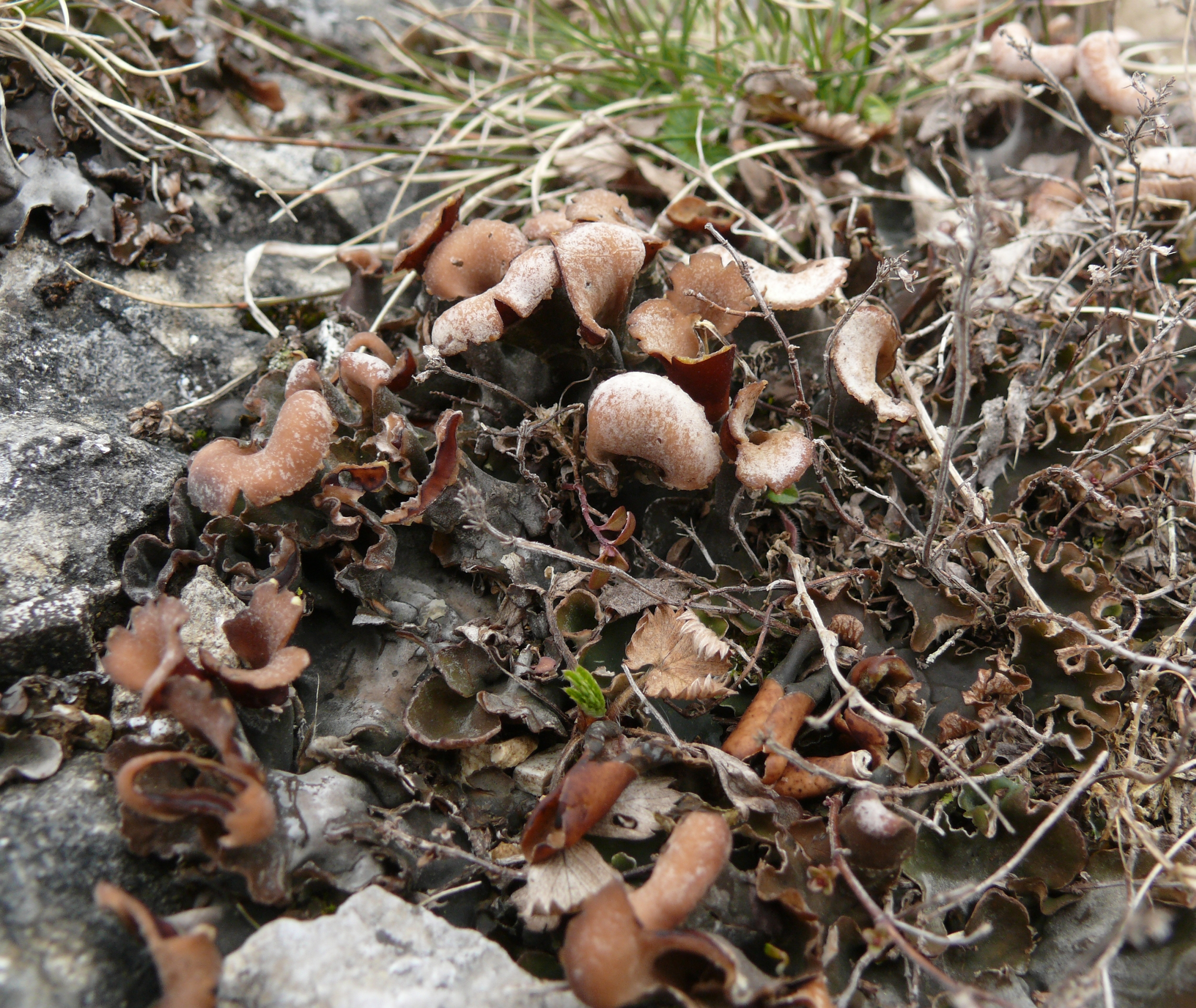